# Наматанаи
Наматанаи (англ. Namatanai) — второй по величине город в провинции Новая Ирландия (Папуа — Новая Гвинея).

## История
Во времена немецкого колониального администрирования в Наматанаи располагался важный административный центр, откуда управлялись все окрестные острова. Нынешняя гостиница Namatanai Hotel располагается в старинном здании немецкой администрации.
28 января 1943 года японские войска высадились в Наматанаи и без боя захватили все ключевые пункты города. Не обнаружив сопротивления австралийских войск, японцы вскоре покинули Наматанаи. 15 июня 1943 года китаец Льон Чунг (Leong Cheung) был показательно расстрелян японцами в городе.

## Транспорт
Город соединяет со столицей провинции Кавиенгом (расположенным в 264 км к северо-западу) Болумински-Хайвей.
В Наматанаи находится небольшой аэродром — ATN в кодировке ИАТА.

## Население
По данным на 2013 год численность населения города составляла 1630 человек.
Динамика численности населения города по годам:
| 1990 | 2013 |
| ---- | ---- |
| 900  | 1630 |

## Культура
Каждый год в августе в городе проводится Фестиваль Масок.